# پارک چول-وو
پارک چول-وو (انگلیسی: Park Chul-woo؛ زادهٔ ۲۹ سپتامبر ۱۹۶۵) بازیکن سابق و مربی فوتبال اهل کره جنوبی است.
از باشگاه‌هایی که در آن بازی کرده‌است می‌توان به باشگاه فوتبال سئول، باشگاه فوتبال پوهانگ استیلرز، باشگاه فوتبال چونام دراگونز، و باشگاه فوتبال سوون سامسونگ اشاره کرد.
وی همچنین در تیم ملی فوتبال کره جنوبی بازی کرده‌است.